# Stein im Chemnitztal
Stein, bis 1999 amtlich Stein im Chemnitztal, ist ein Ortsteil der Gemeinde Königshain-Wiederau im sächsischen Landkreis Mittelsachsen. Er wurde am 1. Januar 1999 eingemeindet.

## Geografie

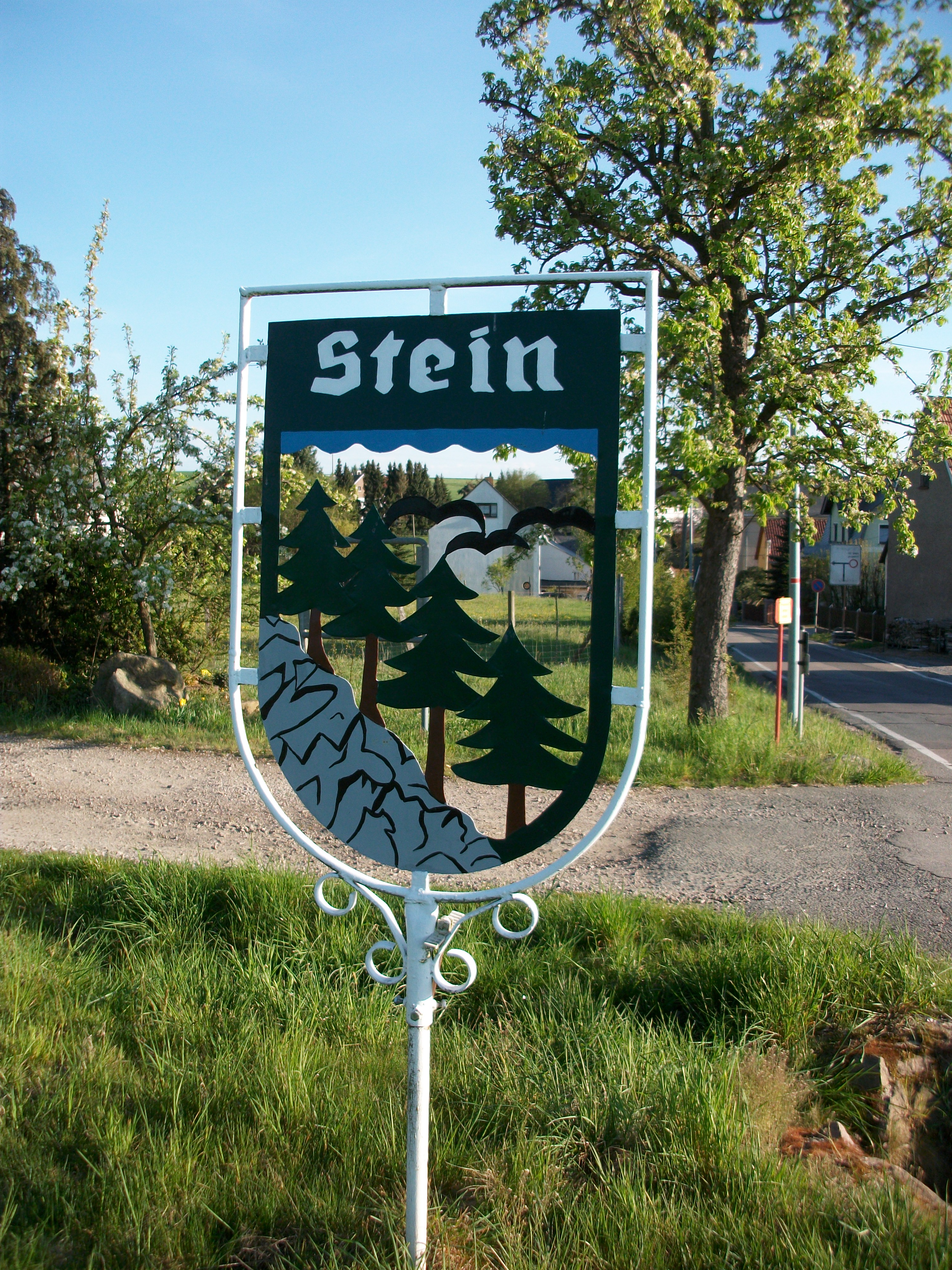
Stein im Chemnitztal, Begrüßungstafel am Ortseingang

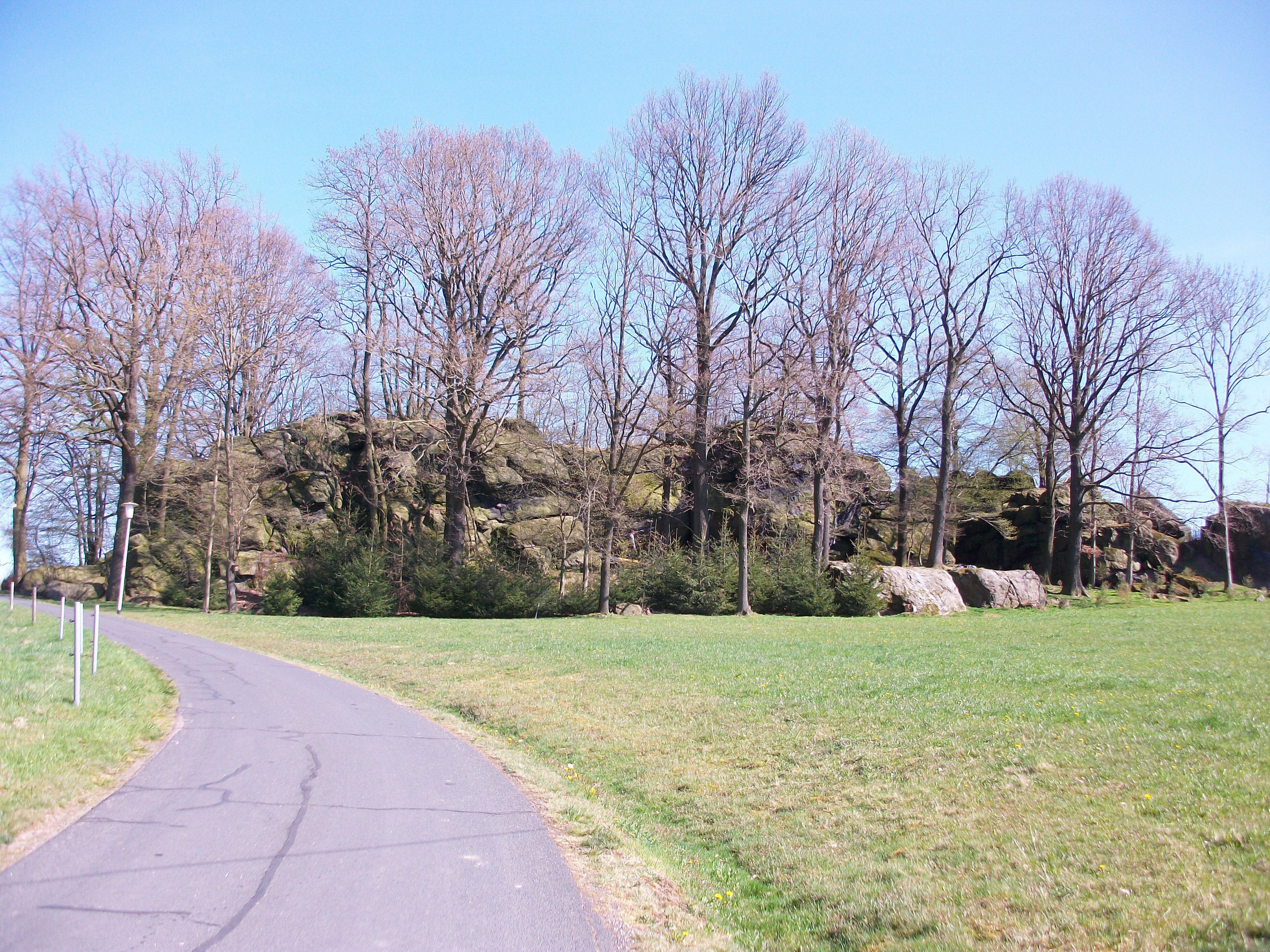
Felsen in Stein im Chemnitztal

### Geografische Lage und Verkehr
Stein befindet sich im Südwesten der Gemeinde Königshain-Wiederau. Der Ort liegt in einem Seitental der Chemnitz, lediglich der untere Ortsteil befindet sich direkt an der Chemnitztalstraße. In der Nähe des Orts befinden sich markante Felsformationen, die Stein ihren Namen gaben. Nördlich von Stein befindet sich das Naturschutzgebiet Sandberg Wiederau und Klinkholz.
Östlich von Stein verläuft die Bundesstraße 107, südwestlich des Orts führt die Via Porphyria vorbei. Zwischen 1902 und 1998 besaß Stein im Chemnitztal einen Haltepunkt an der 2001 stillgelegten Bahnstrecke Wechselburg–Küchwald (Chemnitztalbahn). Diese verlief im Chemnitztal westlich des Orts.

### Nachbarorte
|            | Wiederberg (zu Göritzhain)                  | Wiederau     |
| Göritzhain | Kompassrose, die auf Nachbargemeinden zeigt |              |
|            | Mohsdorf                                    | Diethensdorf |

## Geschichte

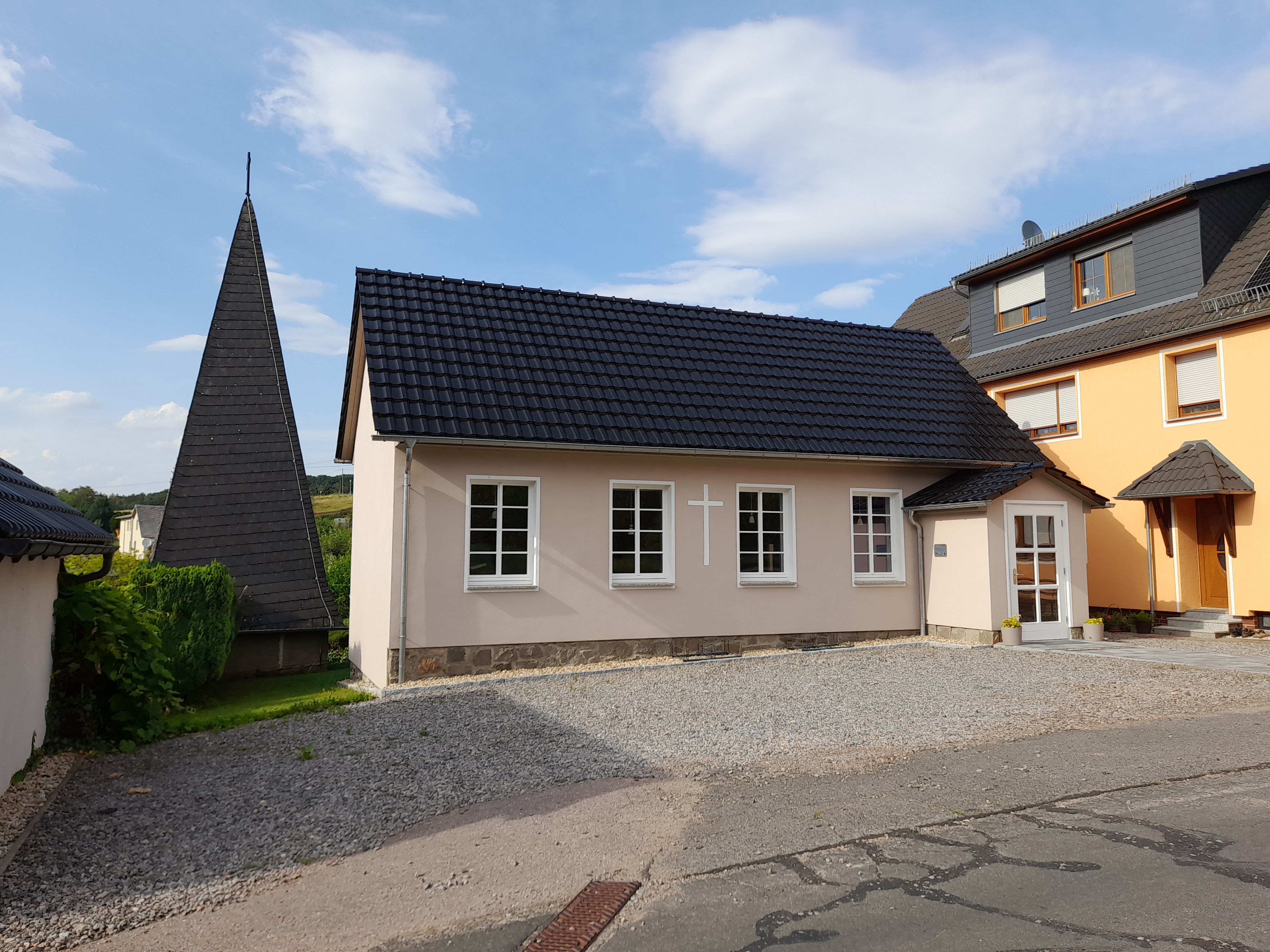
Kirche von Stein im Chemnitztal mit Kirchturm

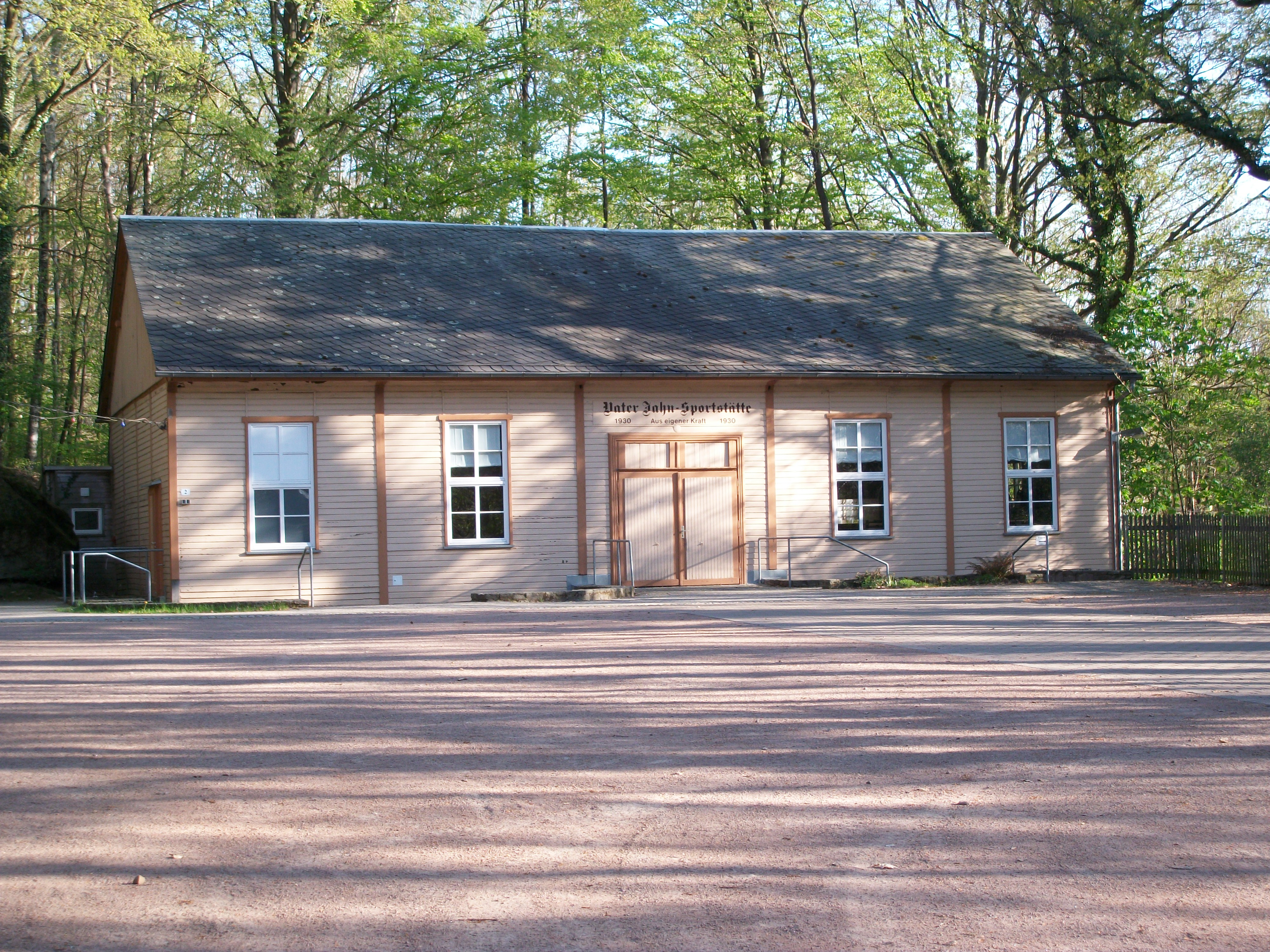
Vater-Jahn-Sportstätte Stein

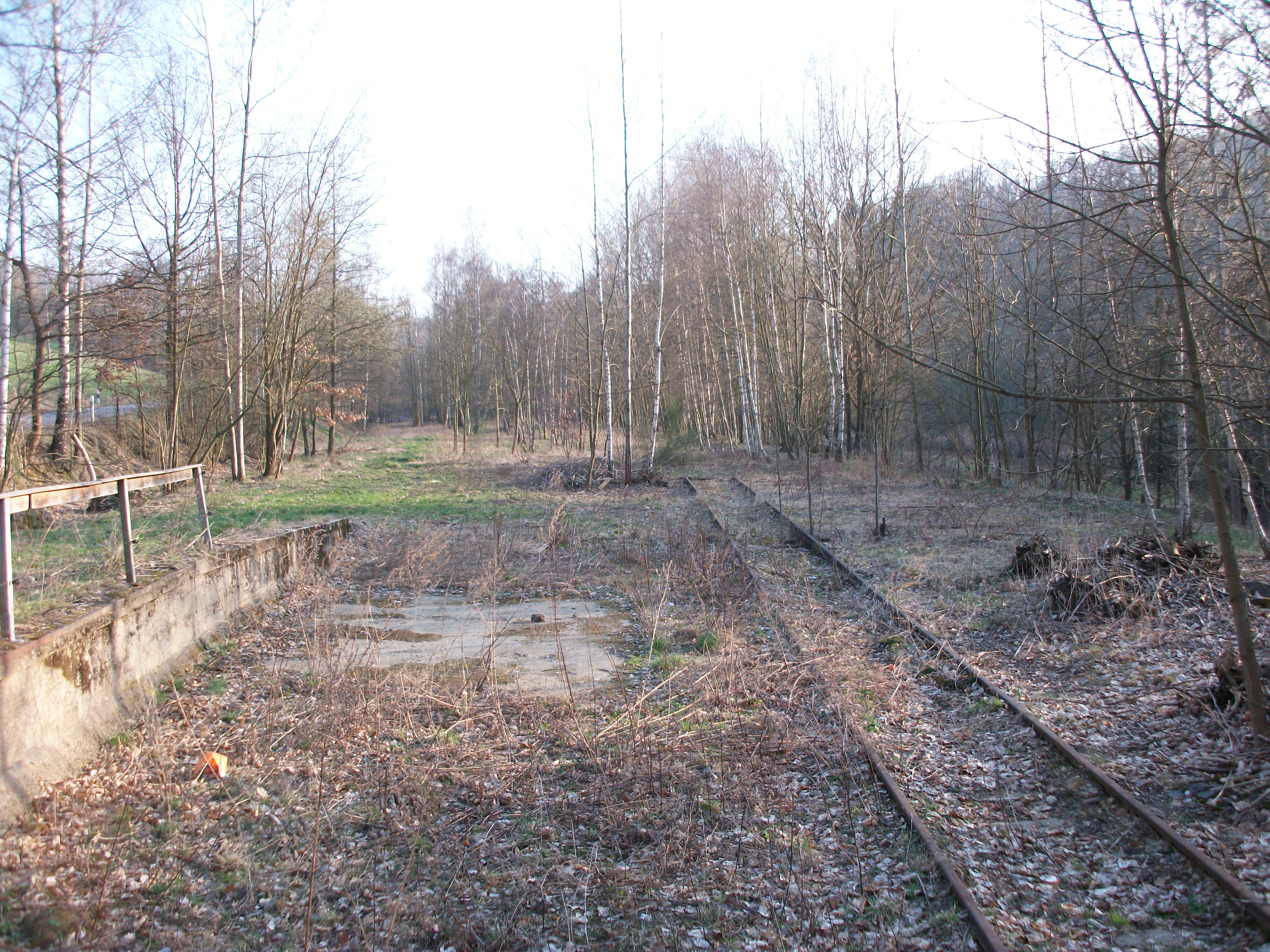
Ehemaliger Haltepunkt Stein (Chemnitztal) (2019)

Das Waldhufendorf Stein wurde im Jahr 1489 erstmals urkundlich als Stain erwähnt, obwohl der Ort vermutlich älter ist. Das Dorf, das seinen Namen der markanten Felsengruppe an der Südseite des Orts verdankt, hat seinen Ursprung von einer Mühle an der Chemnitz, die Staina oder Steinmühle hieß. Stein gehörte wie die benachbarten Häuer von Rabenberg ursprünglich zum Besitz des Klosters Zschillen, das im Jahr 1543 mit dem gesamten Besitz an Herzog Moritz von Sachsen kam. Dieser säkularisierte es umgehend und vertauschte es an die Herren von Schönburg gegen die Orte Hohnstein, Wehlen und Lohmen in der heutigen Sächsischen Schweiz. Daher kam für den Ort und die Klosteranlage der Name Wechselburg auf. Seitdem wurde Stein als Amtsdorf der schönburgischen Herrschaft Wechselburg geführt, welche den Herren von Schönburg unter wettinischer Oberhoheit gehörte.
Im Rahmen der administrativen Neugliederung des Königreichs Sachsen wurde Stein als Teil der schönburgischen Lehnsherrschaft Wechselburg im Jahr 1835 der Verwaltung des königlich-sächsischen Amts Rochlitz unterstellt. Um 1840 wurde der Rabenberg mit seinen sieben Häusern von Göritzhain nach Stein umgegliedert. Im Jahr 1856 kam Stein zum Gerichtsamt Burgstädt und 1875 an die neu gegründete Amtshauptmannschaft Rochlitz. In der zweiten Hälfte des 19. Jahrhunderts erfolgte die verkehrstechnische Erschließung des Chemnitztals, von der auch Stein profitierte. Die Straße durch das Chemnitztal wurde am 19. Juli 1870 im Beisein von König Johann von Sachsen eröffnet. An der im Jahr 1902 eröffneten Bahnstrecke Wechselburg–Küchwald (Chemnitztalbahn) erhielt Stein eine Station mit der Bezeichnung Stein (Chemnitztal) .
Durch die zweite Kreisreform in der DDR im Jahr 1952 wurde die Gemeinde Stein im Chemnitztal dem Kreis Rochlitz im Bezirk Chemnitz (1953 in Bezirk Karl-Marx-Stadt umbenannt) angegliedert. Kirchlich gehört Stein im Chemnitztal seit jeher zu Wiederau. Die kleine Kirche von Stein wurde allerdings erst am 14. Mai 1961 geweiht. Später erhielt das Gebäude einen Küchen- und Sanitärbereich. Der Kirchturm und die Glocken wurden im Jahr 1990 geweiht. Die zwei Glocken aus dem Jahr 1853 wurden 1967 aus der Kirche des Ortes Kreudnitz bei Rötha südlich von Leipzig erworben, der kurz darauf dem Braunkohletagebau Witznitz II weichen musste.
Die Gemeinde Stein im Chemnitztal kam im Jahr 1990 zum sächsischen Landkreis Rochlitz, der 1994 im Landkreis Mittweida bzw. 2008 im Landkreis Mittelsachsen aufging. Am 1. Januar 1999 wurde Stein in Chemnitztal in die Gemeinde Königshain-Wiederau eingemeindet. Seitdem lautet die offizielle Bezeichnung nur noch Stein. Mit der Einstellung des Personenverkehrs auf der Chemnitztalbahn wurde im Jahr 1998 der Haltepunkt Stein (Chemnitztal) außer Betrieb genommen. Auf der einstigen Trasse soll der Chemnitztalradweg entstehen, welcher im Bereich Stein jedoch noch nicht realisiert ist.